# Benoît Nicolas
Benoît Nicolas né le 17 avril 1977 à Brest en France est un duathlète français. Multiple médaillé aux championnats du monde de duathlon, double vainqueur du championnat d'Europe en 2011 et 2015 et double vainqueur du championnat du monde en 2014 et en 2017.

## Biographie

### Carrière en duathlon
Benoît Nicolas s'essaie en 2010 au duathlon avec le TOC Cesson-Sévigné. En 2012, il part au club de Vitrolles. Il est depuis 2013 dans le club de l'Entente sportive municipale Gonfreville l'Orcher (ESMGO). Depuis octobre 1997, il est accompagné par son entraîneur André Penarguear. En ce qui concerne la partie cyclisme il est entraîné par Pascal Redou depuis septembre 2009.
Pour sa deuxième année, il remporte en 2011 les championnats d'Europe de duathlon, et termine troisième aux championnats du monde . Il remporte de nouveau le titre européen en 2015, après avoir gagné le titre mondial de cette spécialité en 2014.
En 2017, Benoît Nicolas s'offre une victoire de prestige à 40 ans en remportant les championnats du monde de duathlon pour la seconde fois. L'épreuve qui se déroule au Canada à Penticton voit la première étape de course à pied emmenée par le Britannique Mark Buckingham qui tente de creuser des écarts avec le peloton de coureur, mais sa tentative ne connaît pas de succès, elle avorte dès la première transition qui voit le regroupement de tous les compétiteurs. Très combatif, le Britannique tente de nouveau sur la première difficulté du parcours vélo de porter de nouveau une attaque pour prendre la tête de course. Seul, dans cette échappée, il use de beaucoup d'énergie pour tenter de conserver son avance. Les efforts consentis ne lui permettent pas de résister au retour d’un groupe de chasse d'une dizaine de coureurs comprenant Benoît Nicolas et Emilio Martin. Au dernier tour du circuit vélo, les deux ex-champions collaborent pour creuser des écarts avec le groupe et arrivent seuls et ensembles à la seconde transition, pour une dernière étape de course à pied décisive pour le titre. Toutefois, les deux coureurs reçoivent chacun une pénalité de 15 secondes pour un mauvais rangement de matériels dans l'aire de transition. Le Français prend rapidement l'ascendant pendant la course à pied faisant état d'une excellente forme et s'impose pour la seconde fois sur la compétition mondiale devant Emilio Martin,.

### Autres activités sportives
Benoît Nicolas possède plusieurs titres de champion de Bretagne de cross country (2003, 2004, 2010, 2011, 2012, 2013, 2014,2015,2016,2018) obtenus avec le stade Brestois. Vice champion de France sur cross court en 2004, il termine 34e aux championnats du monde sur ce même format à Bruxelles.

### Vie privée
Parallèlement à sa carrière sportive, Benoît Nicolas est un musicien multi-instrumentiste et joue dans de nombreuses formations musicales dont Rain as my veil  comme bassiste ou Walnut grove comme batteur. Il fonde en 2002 la maison de disque Svetlaana records, structure spécialisée dans l'Indie rock[réf. nécessaire].

## Palmarès

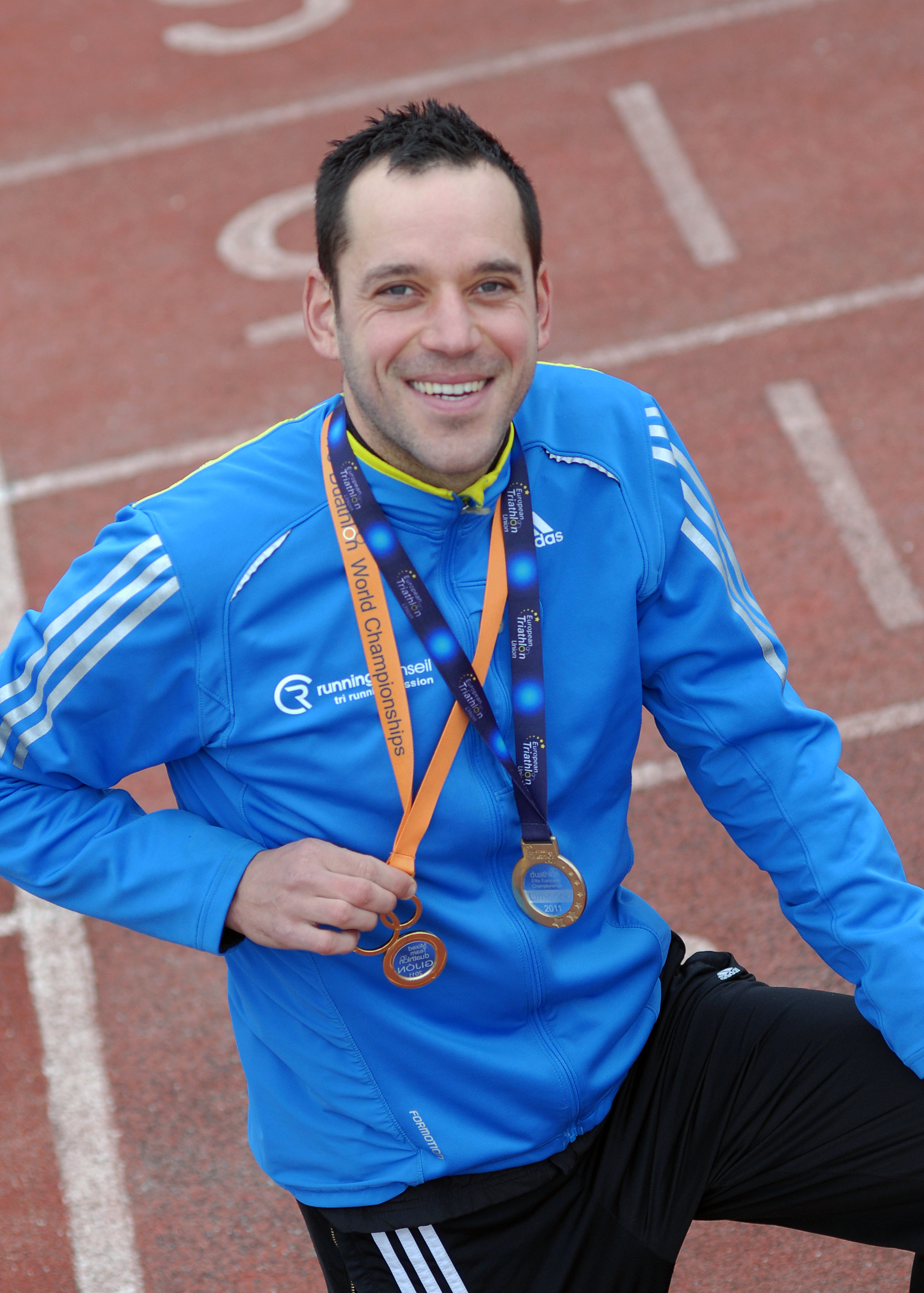
Benoît Nicolas avec ses médailles

Le tableau présente les résultats les plus significatifs (podium) obtenus sur le circuit national et international de duathlon depuis 2011.
| Année                             | Compétition                                    | Pays              | Position          | Temps           |
| --------------------------------- | ---------------------------------------------- | ----------------- | ----------------- | --------------- |
| 2017                              | Championnats du monde de duathlon              | Canada            | Médaille d'or     | 1 h 54 min 5 s  |
| Championnats d'Europe de duathlon | Espagne                                        | Médaille d'argent | 2 h 1 min 46 s    |                 |
| 2016                              | Championnats d'Europe de duathlon              | Allemagne         | Médaille d'argent | 1 h 47 min 37 s |
| 2015                              | Championnats du monde de duathlon              | Australie         | Médaille d'argent | 1 h 47 min 19 s |
| Championnats d'Europe de duathlon | Espagne                                        |                   | 1 h 50 min 34 s   |                 |
| 2014                              | Championnats du monde de duathlon              | Espagne           |                   | 1 h 50 min 18 s |
| 2014                              | Championnats du monde de duathlon relais mixte | Espagne           | Médaille d'or     | 1 h 33 min 19 s |
| 2014                              | Championnats d'Europe de duathlon              | Autriche          |                   | 1 h 52 min 16 s |
| 2014                              | Championnat de France de duathlon              | France            |                   | Timing          |
| 2013                              | Championnat de France de duathlon              | France            |                   | Timing          |
| 2013                              | Championnats du monde de duathlon              | Colombie          |                   | 1 h 45 min 46 s |
| 2012                              | Championnat de France de duathlon              | France            |                   | Timing          |
| 2012                              | Championnats du monde de duathlon              | France            |                   | 1 h 40 min 47 s |
| 2011                              | Championnats d'Europe de duathlon              | Irlande           |                   | 1 h 40 min 21 s |